# Uffie
Uffie, pseudonimo di Anna-Catherine Hartley (Miami, 9 dicembre 1987), è una cantante, rapper e produttrice discografica statunitense.

## Biografia
Cresciuta ad Hong Kong, vive a Parigi dall'età di 15 anni. Nel 2006 ha firmato un contratto per la Ed Banger Records e nel 2010 è anche pubblicata dalla Elektra Records, è stata descritta come una ispirazione per i deejay francesi. Il suo stile incorpora generi diversi come synth pop, electro, hip hop, rap e dance.
È conosciuta per i suoi singoli di successo Pop the Glock, First Love, ADD SUV (con Pharrell Williams) e MC's Can Kiss. Ha collaborato anche con Feadz, Mr. Oizo, SebastiAn e Justice.
Nel 2007 appare nell'album Cross dei Justice cantando nel brano Tthhee Ppaarrttyy.
Nel 2010 è uscito il suo primo disco, Sex Dreams and Denim Jeans.

## Discografia
Album studio
- 2010 - Sex Dreams and Denim Jeans

EP
- 2006 - Pop the Glock / Ready to Uff

Singoli
- 2006 - Hot Chick
- 2006 - In Charge
- 2007 - Dismissed
- 2007 - F1rst Love
- 2007 - Tthhee Ppaarrttyy (Justice feat. Uffie)
- 2008 - Make it Hott (Crystal Castles Vs. Uffie)
- 2008 - Robot Oeuf
- 2008 - Steroids (Mr. Oizo feat. Uffie)
- 2009 - Pop the Glock
- 2010 - MCs Can Kiss
- 2010 - ADD SUV (feat. Pharrell Williams)
- 2010 - Difficult
- 2011 - Illusion Of Love (Fred Falke Remix)
- 2011 - Wordy Rappinghood
- 2017 - Babygirl (Charli XCX feat. Uffie)
- 2018 - Drugs
- 2018 - Spaceship (Galantis feat. Uffie)
- 2018 - Your Hood
- 2018 - Sideways
- 2018 - Papercuts